# Wina (Camerún)
Wina es una comuna camerunesa perteneciente al departamento de Mayo-Danay de la región del Extremo Norte.
En 2005 tenía 30 702 habitantes, de los que 2227 vivían en la capital comunal Djongdong.
Se ubica unos 120 km al sureste de Maroua. Su territorio es fronterizo por el sur con Chad.

## Localidades
Comprende las siguientes localidades:
- Djongdong (chef-lieu)
- Waimou
- Gambour
- Hlibi
- Kounou
- Goulourgou
- Djawar
- Karmaye
- Hougno
- Bigdi
- Dirim
- Massi
- Mahaouda
- Guidoua
- Rouane
- Souaye
- Vaidou
- Djengreng
- Bosgoye
- Kamargui